# Número complejo

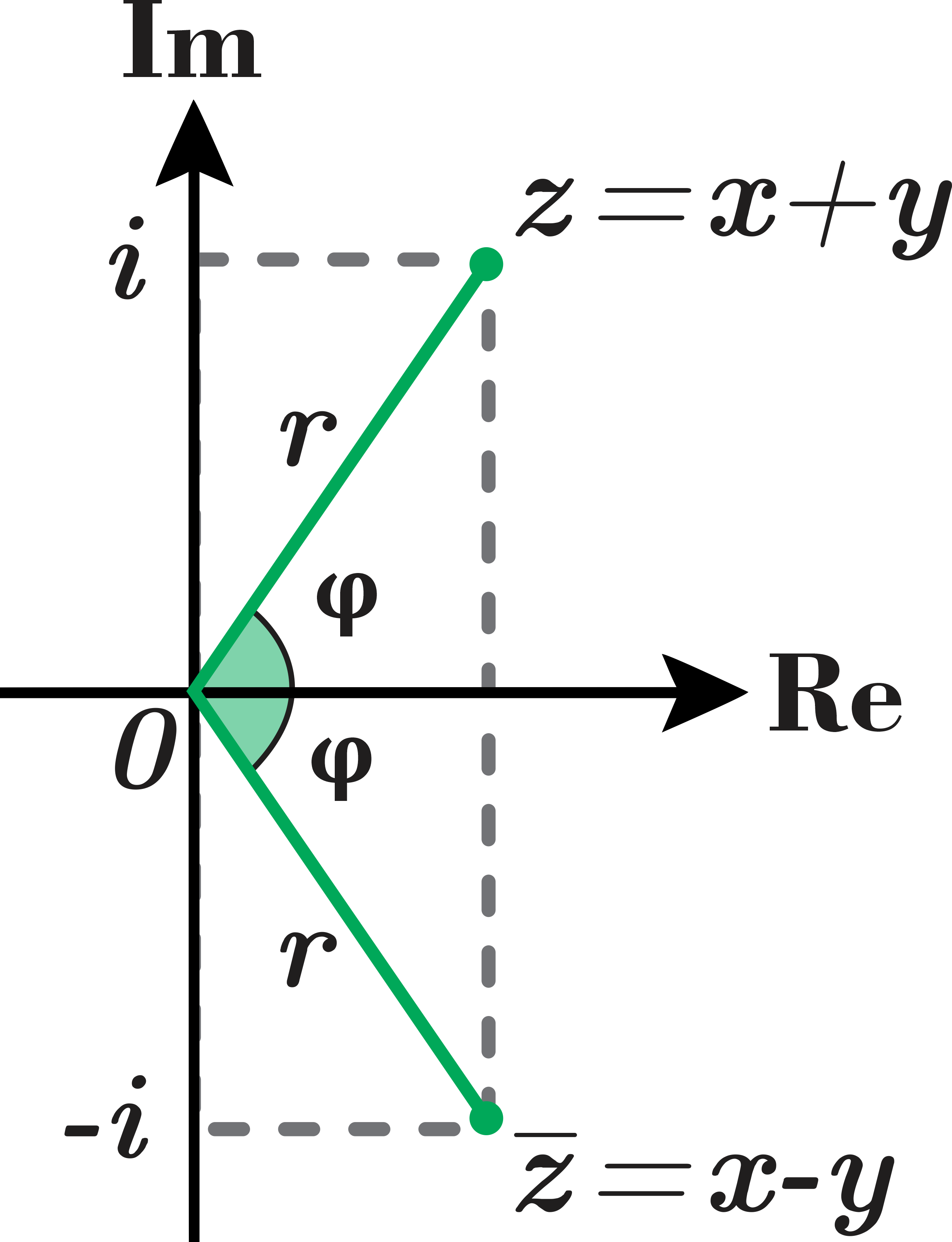
Ilustración del plano complejo. Los números reales se encuentran en el eje de abscisa y los imaginarios en el eje ordenada.

Los números complejos, designados con la notación ({\displaystyle \mathbb {C} }), son una extensión de los números reales ({\displaystyle \mathbb {R} }) y forman un cuerpo algebraicamente cerrado. Entre ambos conjuntos de números se cumple que {\displaystyle \mathbb {R} \subset \mathbb {C} }, es decir: {\displaystyle \mathbb {R} } está estrictamente contenido en {\displaystyle \mathbb {C} }. Los números complejos incluyen todas las raíces de los polinomios, a diferencia de los reales. Todo número complejo puede representarse como la suma de un número real y un número imaginario (que es un múltiplo real de la unidad imaginaria, que se indica con la letra {\displaystyle i}, o en forma polar).
Los números complejos son la herramienta de trabajo del álgebra, análisis, así como de ramas de las matemáticas puras y aplicadas como variable compleja, ecuaciones diferenciales, facilita el cálculo de integrales, en aerodinámica, hidrodinámica y electromagnetismo entre otras de gran importancia. Además, los números complejos se utilizan por doquier en matemáticas, en muchos campos de la física (notoriamente en la mecánica cuántica) y en ingeniería, especialmente en la eléctrica, electrónica y las telecomunicaciones, por su utilidad para representar las ondas electromagnéticas y la corriente eléctrica.
En matemáticas, estos números constituyen un cuerpo y, en general, se consideran como puntos del plano: el plano complejo. Este cuerpo contiene a los números reales y los imaginarios puros.

## Historia
La fórmula general de la solución de las raíces (sin utilizar funciones trigonométricas) de una ecuación de tercer grado contiene las raíces cuadradas de un número negativo cuando las tres raíces son números reales, una situación que no puede rectificarse factorizando con la ayuda de teorema de la raíz racional si el polinomio cúbico es irreducible (el llamado casus irreducibilis). Este enigma llevó al matemático italiano Gerolamo Cardano a concebir los números complejos alrededor de 1545, aunque su comprensión era rudimentaria.
El trabajo sobre el problema de los polinomios generales finalmente condujo al teorema fundamental del álgebra, que muestra que en el dominio de los números complejos, existe una solución para cada ecuación polinomio de grado uno o superior. Los números complejos forman un cuerpo algebraicamente cerrado, donde cualquier ecuación polinómica tiene una raíz.
Numerosos matemáticos contribuyeron al desarrollo de los números complejos. Las reglas para la suma, resta, multiplicación y extracción de raíces de números complejos fueron desarrolladas por el matemático italiano Rafael Bombelli, y fue el matemático irlandés William Rowan Hamilton quien desarrolló un formalismo más abstracto para los números complejos, extendiendo esta abstracción a la teoría de los cuaterniones.
Quizás se pueda decir que la referencia fugaz más temprana a raíz cuadrada de número negativo aparece en el trabajo del matemático griego del siglo I Herón de Alejandría. En su Stereometrica considera, aparentemente por error, el volumen de un tronco de pirámide con una solución imposible, llegando al término {\displaystyle {\sqrt {81-144}}=3i{\sqrt {7}}} en sus cálculos, aunque no se concebían cantidades negativas en la matemática helénica y Herón simplemente lo reemplazó por el mismo valor positivo ({\displaystyle {\sqrt {144-81}}=3{\sqrt {7}}}).
El interés por estudiar los números complejos como un tema en sí mismo surgió por primera vez en el siglo XVI, cuando los matemáticos italianos descubrieron soluciones algebraicas para las raíces de los polinomios cúbicos y cuárticos (véase Niccolò Fontana Tartaglia y Gerolamo Cardano). Pronto se dieron cuenta de que estas fórmulas, incluso si solo se estaba interesado en soluciones reales, a veces requerían la manipulación de raíces cuadradas de números negativos. Como por ejemplo, en la fórmula de Tartaglia para una ecuación cúbica de la forma {\displaystyle x^{3}=px+q} da la solución a la ecuación {\displaystyle x^{3}=x} en la forma:
{\displaystyle {\tfrac {1}{\sqrt {3}}}\left(\left({\sqrt {-1}}\right)^{1/3}+\left({\sqrt {-1}}\right)^{-1/3}\right).}
A priori, esto parece un sin sentido. Sin embargo, los cálculos formales con números complejos muestran que la ecuación {\displaystyle z^{3}=i} tiene soluciones {\displaystyle -i}, {\displaystyle {\tfrac {\sqrt {3}}{2}}+{\tfrac {1}{2}}i} y {\displaystyle {\tfrac {-{\sqrt {3}}}{2}}+{\tfrac {1}{2}}i}. Sustituyendo estos a su vez por {\displaystyle {{\sqrt {-1}}^{1/3}}} en la fórmula cúbica de Tartaglia y simplificando, se obtienen {\displaystyle 0}, {\displaystyle 1} y {\displaystyle -1} como las soluciones de {\displaystyle x^{3}-x=0}. Por supuesto, esta ecuación en particular se puede resolver a simple vista, pero ilustra que cuando se usan fórmulas generales para resolver ecuaciones cúbicas con raíces reales, entonces, como demostraron rigurosamente los matemáticos posteriores, el uso de números complejos es inevitable. Rafael Bombelli fue el primero en abordar explícitamente estas soluciones aparentemente paradójicas de las ecuaciones cúbicas, y desarrolló las reglas para la aritmética compleja que intenta resolver estos problemas.
El término "imaginario" para estas cantidades fue acuñado por René Descartes en 1637, esforzándose precisamente por enfatizar su naturaleza imaginaria

[...] a veces solo imaginario, es decir, uno puede imaginar tantos como ya se dijo en cada ecuación, pero a veces no existe una cantidad que coincida con lo que imaginamos.
([...] quelquefois seulement imaginaires c'est-à-dire que l'on peut toujours en imaginer autant que j'ai dit en chaque équation, mais qu'il n'y a quelquefois aucune quantité qui corresponde à celle qu'on imagine.)

Otra fuente de confusión fue que la ecuación {\displaystyle {\sqrt {-1}}^{2}={\sqrt {-1}}{\sqrt {-1}}=-1} parecía ser caprichosamente inconsistente con la identidad algebraica {\displaystyle {\sqrt {a}}{\sqrt {b}}={\sqrt {ab}}}, que es válida para números reales no negativos {\displaystyle a} y {\displaystyle b}, y que también se usó en cálculos de números complejos con alguno de {\displaystyle a} o {\displaystyle b} positivo y el otro negativo. El uso incorrecto de esta identidad (y la identidad relacionada {\displaystyle {\tfrac {1}{\sqrt {a}}}={\sqrt {\tfrac {1}{a}}}}) en el caso de que {\displaystyle a} y {\displaystyle b} sean negativos, preocupó incluso a Euler. Esta dificultad finalmente llevó a la convención de usar el símbolo especial ({\displaystyle i}) en lugar de {\displaystyle {\sqrt {-1}}} para protegerse contra este error. Aun así, Euler consideró natural presentar a los estudiantes números complejos mucho antes de lo que se hace hoy en día. En su libro de texto de álgebra elemental, Elementos de Álgebra, introducía estos números casi de inmediato y luego los usaba de forma natural.
En el siglo XVIII, los números complejos obtuvieron un uso más amplio, ya que se notó que la manipulación formal de expresiones complejas podría usarse para simplificar los cálculos que implican funciones trigonométricas. Por ejemplo, en 1730, Abraham de Moivre observó que las complicadas identidades que relacionan las funciones trigonométricas de un múltiplo entero de un ángulo con las potencias de las funciones trigonométricas de ese ángulo podrían simplemente reexpresarse mediante la siguiente conocida fórmula que lleva su nombre, la fórmula de De Moivre:
{\displaystyle (\cos \theta +i\operatorname {sen} \theta )^{n}=\cos n\theta +i\operatorname {sen} n\theta .}
En 1748 Leonhard Euler fue más allá y obtuvo Fórmula de Euler de análisis complejo:
{\displaystyle \cos \theta +i\operatorname {sen} \theta =e^{i\theta }}
manipulando formalmente series de potencias complejas, y observó que esta fórmula podría usarse para reducir cualquier identidad trigonométrica a identidades exponenciales mucho más simples.
La idea de un número complejo como un punto en el plano complejo, fue descrita por primera vez por Caspar Wessel en 1799, aunque se había anticipado ya en 1685 en la obra "De Algebra tractatus" de John Wallis.
Las Memorias de Wessel aparecieron en las Actas de la Real Academia de Bellas Artes de Dinamarca, pero pasaron desapercibidas. En 1806, Jean-Robert Argand emitió independientemente un cuadernillo sobre números complejos y proporcionó una demostración rigurosa del teorema fundamental del álgebra. Carl Friedrich Gauss había publicado anteriormente una prueba esencialmente topológica del teorema en 1797, pero expresó sus dudas en ese momento sobre "la verdadera metafísica de la raíz cuadrada de −1". No fue sino hasta 1831 cuando superó estas dudas y publicó su tratado sobre números complejos como puntos en el plano, estableciendo en gran medida la notación y la terminología modernas. A principios del siglo XIX, otros matemáticos descubrieron independientemente la representación geométrica de los números complejos: Buée, Mourey, Warren, Français y su hermano, Bellavitis.
El matemático inglés Godfrey Harold Hardy comentó que Gauss fue el primer matemático en usar números complejos "de una manera realmente segura y científica", aunque matemáticos como Niels Henrik Abel y Carl Gustav Jakob Jacobi los usaban necesariamente de forma rutinaria antes de que Gauss publicara su tratado de 1831.

“Si este tema ha sido considerado hasta ahora desde el punto de vista equivocado y, por lo tanto, envuelto en misterio y rodeado de oscuridad, es en gran parte debido a una terminología inadecuada que debe ser culpada. Si a +1, -1 y √−1, en lugar de ser llamados unidad positiva, negativa e imaginaria (o peor aún, imposible), se les hubieran dado los nombres de unidad directa, inversa y lateral, difícilmente se habría extendido tal oscuridad.” - Gauss

Augustin Louis Cauchy y Bernhard Riemann aportaron ideas fundamentales sobre el análisis complejo, elevándolo a un alto estado de terminación, comenzando alrededor de 1825 en el caso de Cauchy.
Los términos comunes utilizados en la teoría se deben principalmente a sus fundadores. Argand llamó "factor de dirección" a {\displaystyle \cos \phi +i\sin \phi }; y "módulo" a {\displaystyle r={\sqrt {a^{2}+b^{2}}}}; Cauchy (1828) llamó a {\displaystyle \cos \phi +i\sin \phi } la "forma reducida" (l'expression réduite) y aparentemente introdujo el término "argumento"; Gauss usó {\displaystyle i} para {\displaystyle {\sqrt {-1}}}, introdujo el término "número complejo" para {\displaystyle a+bi} y llamó a {\displaystyle a^{2}+b^{2}} la "norma". La expresión "coeficiente de dirección", utilizada a menudo para {\displaystyle \cos \theta +i\operatorname {sen} \theta }; se debe a Hankel (1867), y "valor absoluto para módulo" se debe a Weierstrass.
Entre los escritores clásicos sobre la teoría general posteriores, se incluyen Richard Dedekind, Otto Hölder, Felix Klein, Henri Poincaré, Hermann Amandus Schwarz, Karl Weierstrass y muchos otros.
Los números complejos ligados a las funciones analíticas o de variable compleja, han permitido extender el concepto del cálculo al plano complejo. El cálculo de variable compleja posee diversas propiedades notables que conllevan propiedades que pueden usarse para obtener diversos resultados útiles en matemática aplicada.

## Definición
Se define cada número complejo como un par ordenado de números reales: {\displaystyle z=(a,b)}. Donde el primer elemento {\displaystyle a} (de abscisa) se le denomina como parte real del complejo (en este caso: parte real del complejo {\displaystyle z}) y se denota {\displaystyle a={\text{Re}}(z)}; el segundo elemento {\displaystyle b} (de ordenada) se le denomina como parte imaginaria del complejo (en este caso: parte imaginaria del complejo {\displaystyle z}) y se denota {\displaystyle b={\text{Im}}(z)}. Donde el par ordenado {\displaystyle (a,b)} se grafica en un plano complejo. Luego en el conjunto de los números complejos, se definen varias operaciones y la relación de igualdad:
- Igualdad

{\displaystyle (a,b)=(c,d)\iff a=c\land b=d}
Al par ordenado {\displaystyle (a,0)} se le denomina número complejo real y como entre el conjunto de estos y el conjunto de los números reales se establece un isomorfismo, se asume que todo número real es un número complejo. Al par ordenado {\displaystyle (0,b)} se denomina número imaginario puro. Puesto que: {\displaystyle (a,0)+(0,b)=(a,b)}. Por tanto, un número complejo es la suma de un número complejo real con un número imaginario puro.

### Operaciones racionales
- Adición:

{\displaystyle (a,b)+(c,d)=(a+c,\,b+d)}
- Producto por escalar:

{\displaystyle r(a,b)=(ra,\,rb)}
- Producto:

{\displaystyle (a,b)\cdot (c,d)=(ac-bd,ad+bc)}
- Resta:

{\displaystyle (a,b)-(c,d)=(a-c,\,b-d)}
- División:

{\displaystyle {\frac {(a,b)}{(c,d)}}={(ac+bd,\,bc-ad) \over c^{2}+d^{2}}=\left({ac+bd \over c^{2}+d^{2}},{bc-ad \over c^{2}+d^{2}}\right)}

### Unidad imaginaria
En el álgebra, el número {\displaystyle i} ({\displaystyle j} en ingeniería), llamado unidad imaginaria; es definido como: 
{\displaystyle i=(0,1)}
Tomando en cuenta que el producto de dos números imaginarios puros, será un número complejo real: 
{\displaystyle (0,a)\cdot (0,b)=(0-ab,0+0)=(-ab,0)=-ab}
Y el producto de dos números complejos reales, será otro número complejo real: 
{\displaystyle (a,0)\cdot (x,0)=(ax-0,0+0)=(ax,0)=ax}
Entonces, se define que  {\displaystyle i^{2}=-1}:
{\displaystyle i^{2}=i\cdot i=(0,1)\cdot (0,1)=(0-1,0+0)=(-1,0)=-1}

### Afijo
El afijo de un número complejo es el punto que se le hace corresponder en el plano complejo. Así, el afijo del número complejo {\displaystyle z_{1}=(a,b)} es el punto {\displaystyle P(a,b)}.

## Valor absoluto, argumento y conjugado

### Valor absoluto o módulo de un número complejo

La fórmula de Euler ilustrada en el plano complejo.

El valor absoluto, módulo o magnitud de un número complejo {\displaystyle z} viene dado por la siguiente expresión:
{\displaystyle |z|={\sqrt {z\cdot z^{*}}}}
Que es equivalente a:
{\displaystyle \left\vert z\right\vert ^{2}=z\cdot z^{*}}
Si pensamos en las coordenadas cartesianas del número complejo {\displaystyle z} como algún punto en el plano; podemos ver, por el teorema de Pitágoras, que el valor absoluto de un número complejo coincide con la distancia euclídea desde el origen del plano a dicho punto.
Si el complejo está escrito en forma exponencial {\displaystyle z=r\cdot e^{i\cdot \phi }}, entonces {\displaystyle |z|=r}. Se puede expresar en forma trigonométrica como {\displaystyle z=r(cos(\phi )+i\cdot sen(\phi ))}, donde {\displaystyle cos(\phi )+i\cdot sen(\phi )=e^{i\cdot \phi }} es la conocida fórmula de Euler. 
Podemos comprobar con facilidad estas cuatro importantes propiedades del valor absoluto:
{\displaystyle \left|z\right|=0\Longleftrightarrow z=0}
{\displaystyle \left|z+w\right|\leq |z|+|w|}
{\displaystyle \left|zw\right|=|z||w|}
{\displaystyle \left|z-w\right|\geq ||z|-|w||}
para cualquier complejo {\displaystyle z} y {\displaystyle w}.
Por definición, la función distancia queda como sigue {\displaystyle d(z,w)=|z-w|} y nos provee de un espacio métrico con los complejos gracias al que se puede hablar de límites y continuidad. La suma, la resta, la multiplicación y la división de complejos son operaciones continuas. Si no se dice lo contrario, se asume que ésta es la métrica usada en los números complejos.

### Argumento o fase
El argumento principal o fase de un número complejo genérico {\displaystyle z=x+yi\,}, donde {\displaystyle x=Re(z)} y {\displaystyle y=Im(z)}, es el ángulo {\displaystyle \phi } que forman el eje de abscisas {\displaystyle OX} y el vector {\displaystyle OM}, con {\displaystyle M(x,y)}. Viene dado por la siguiente expresión:

{\displaystyle \phi =\operatorname {Arg} (z)=\operatorname {atan2} (y,x)}

donde {\displaystyle atan2(y,x)} es la función arcotangente definida para los cuatro cuadrantes:
{\displaystyle \operatorname {atan2} (y,x)={\begin{cases}\arctan \left({\frac {y}{x}}\right)&\qquad x>0\\\arctan \left({\frac {y}{x}}\right)+\pi &\qquad y\geq 0,x<0\\\arctan \left({\frac {y}{x}}\right)-\pi &\qquad y<0,x<0\\+{\frac {\pi }{2}}&\qquad y>0,x=0\\-{\frac {\pi }{2}}&\qquad y<0,x=0\\{\text{indefinido}}&\qquad y=0,x=0\end{cases}}}
O también: {\displaystyle \operatorname {atan2} (y,x)={\frac {\pi }{2}}\operatorname {sgn}(y)-\arctan \left({\frac {y}{x}}\right)\quad \forall x,y\in \mathbb {R} } Siendo:
{\displaystyle \operatorname {sgn}(y)={\begin{cases}1\qquad y\geq 0\\-1\qquad y<0\\\end{cases}}}
la función signo.
El argumento tiene periodicidad {\displaystyle 2\pi }, con lo que {\displaystyle \arg z=\operatorname {arg} z+2k\pi } siendo {\displaystyle k}  cualquier número entero. El ángulo {\displaystyle \arg z} es el valor principal de {\displaystyle \arg z} que verifica las condiciones {\displaystyle -\pi <\arg z\leq \pi } descritas antes.

### Conjugado de un número complejo
Dos binomios se llaman conjugados si solo difieren en el signo del segundo término. De esta manera, el conjugado de un complejo {\displaystyle z} (denotado como {\displaystyle {\bar {z}}} o {\displaystyle z^{*}\,\!}) es un nuevo número complejo, definido así:
{\displaystyle {\bar {z}}=a-b\mathrm {i} \Longleftrightarrow z=a+b\mathrm {i} }
Se observa que ambos difieren en el signo de la parte imaginaria. Con este número se cumplen las propiedades:
{\displaystyle {\overline {z+w}}={\bar {z}}+{\bar {w}}}
{\displaystyle z+{\overline {z}}=2\cdot {\hbox{Re}}(z)}
{\displaystyle z-{\overline {z}}=2i\cdot {\hbox{Im}}(z)}
{\displaystyle {\overline {zw}}={\bar {z}}{\bar {w}}}
{\displaystyle z\in \mathbb {R} \Longleftrightarrow {\bar {z}}=z}
{\displaystyle |z|^{2}=z{\bar {z}}\geq 0}
{\displaystyle z\neq 0\Rightarrow {\frac {1}{z}}={\frac {\bar {z}}{|z|^{2}}}}
Esta última fórmula es el método elegido para calcular el inverso de un número complejo si viene dado en coordenadas rectangulares.

## Representaciones

### Representación binómica

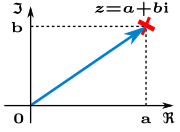
Un número complejo representado como un punto (en rojo) y un vector de posición (azul) en un diagrama de Argand; es la expresión binomial del punto.

Un número complejo se representa en forma binomial como: 
{\displaystyle z=a+bi\,}
La parte real del número complejo y la parte imaginaria, se pueden expresar de varias maneras, como se muestra a continuación:
{\displaystyle a={\hbox{Re}}(z)=\Re (z)}
{\displaystyle b={\hbox{Im}}(z)=\Im (z)}

### Representación polar

El argumento φ y módulo r localizan un punto en un diagrama de Argand; o es la expresión polar del punto.

En esta representación, {\displaystyle \textstyle {r}} es el módulo del número complejo y el ángulo {\displaystyle \textstyle {\phi }} es el argumento del número complejo.
{\displaystyle \textstyle {\phi }=\arctan \left({\frac {b}{a}}\right)=\arctan \left({\frac {{\hbox{Im}}(z)}{{\hbox{Re}}(z)}}\right)=-\arctan \left(-{\frac {{\hbox{Im}}(z)}{{\hbox{Re}}(z)}}\right)}
{\displaystyle \cos \phi ={\frac {a}{r}}\ ,\ \sin \phi ={\frac {b}{r}}}
Despejándose {\displaystyle a} y {\displaystyle b} en las expresiones anteriores y, utilizando la representación binomial, resulta:
{\displaystyle z=a+\mathrm {i} b;\;z=r\cos {\phi }+\mathrm {i} r\operatorname {sen} {\phi }}
Sacando factor común {\displaystyle r}:
{\displaystyle z=r\left(\cos {\phi }+\mathrm {i} \sin {\phi }\right)}
Frecuentemente, esta expresión se abrevia convenientemente de la siguiente manera:
{\displaystyle \ z=r\;\operatorname {cis} \;{\phi }}
la cual solo contiene las abreviaturas de las razones trigonométricas coseno, la unidad imaginaria y la razón seno del argumento respectivamente.
Según esta expresión, puede observarse que para definir un número complejo tanto de esta forma como con la representación binomial se requieren dos parámetros, que pueden ser parte real e imaginaria o bien módulo y argumento, respectivamente.
Según la Fórmula de Euler:
{\displaystyle \cos {\phi }+i\operatorname {sen} {\phi }=e^{\mathrm {i} \phi };\;z=re^{i\phi }}
En notación angular, a menudo usada en  Electrotecnia se representa al fasor de módulo {\displaystyle r} y argumento {\displaystyle \phi } como:
{\displaystyle z=r\angle \phi .}
No obstante, el ángulo {\displaystyle \phi } no está unívocamente determinado por {\displaystyle z}, pues pueden existir infinitos números complejos que tienen el mismo valor representado en el plano, que se diferencian por el número de revoluciones, ya sean de sentido antihorario (positivas) u horario (negativas) las cuales se representan por números enteros {\displaystyle k\in \mathbb {Z} }, como implica la fórmula de Euler:
{\displaystyle \forall {k}{\in }\mathbb {Z} \quad z=re^{\mathrm {i} (\phi +2\pi {}k)}}
Por esto, generalmente {\displaystyle \phi } está restringido al intervalo {\displaystyle [-\pi ,\pi )} y a este {\displaystyle \phi } restringido se le llama argumento principal de {\displaystyle z} y se denota {\displaystyle \phi =\arg(z)}. Con este convenio, las coordenadas están unívocamente determinadas por {\displaystyle z}.

#### Operaciones en forma polar
La multiplicación de números complejos es especialmente sencilla con la notación polar:
{\displaystyle z_{1}z_{2}=rse^{\mathrm {i} (\phi +\psi )}\Leftrightarrow z_{1}z_{2}=re^{\mathrm {i} \phi }se^{\mathrm {i} \psi }}
División:
{\displaystyle {\frac {z_{1}}{z_{2}}}={\frac {r}{s}}e^{\mathrm {i} (\phi -\psi )}}
Potenciación:
{\displaystyle z^{n}=r^{n}e^{\mathrm {i} \phi n}\Leftrightarrow z^{n}=\left(re^{i\phi }\right)^{n}z^{n}=(a+b\mathrm {i} )^{n}=}
{\displaystyle z^{n}=(a+b\mathrm {i} )^{n}={n \choose 0}a^{n}+{n \choose 1}a^{n-1}b\mathrm {i} +{n \choose 2}a^{n-2}\left(b\mathrm {i} \right)^{2}+\ldots +{n \choose {n-1}}a\left(b\mathrm {i} \right)^{n-1}+{n \choose n}\left(b\mathrm {i} \right)^{n}}

### Raíz enésima de un número complejo
Raíz cuadrada
Dado el número complejo {\displaystyle z}, diremos {\displaystyle {\sqrt {z}}=\{w_{1},w_{2}\}} y se cumple que {\displaystyle z=w_{i}^{2},\,i=1,2}
Ejemplo {\displaystyle {\sqrt {i}}=\left\{\cos {\frac {\pi }{4}}+i\operatorname {sen} {\frac {\pi }{4}},\,\cos {\frac {3\pi }{4}}+i\operatorname {sen} {\frac {3\pi }{4}}\right\}}

### Representación en forma de matrices de orden 2
En el anillo de las matrices de segundo orden sobre el campo de números reales, se puede hallar un subconjunto que es isomorfo al cuerpo de los números complejos. Pues, se establece una correspondencia entre cada número complejo {\displaystyle a+bi} con la matriz:
{\displaystyle {\begin{pmatrix}a&-b\\b&a\\\end{pmatrix}}.}
De tal manera se obtiene una correspondencia biunívoca. La suma y el producto de dos de esta matrices tiene de nuevo esta forma, y la suma y producto de números complejos corresponde a la suma y producto de tales matrices. En particular la matriz {\displaystyle {\bigl (}{\begin{smallmatrix}0&-1\\1&0\end{smallmatrix}}{\bigr )}} cumple el rol de unidad imaginaria.

## Plano de los números complejos o diagrama de Argand

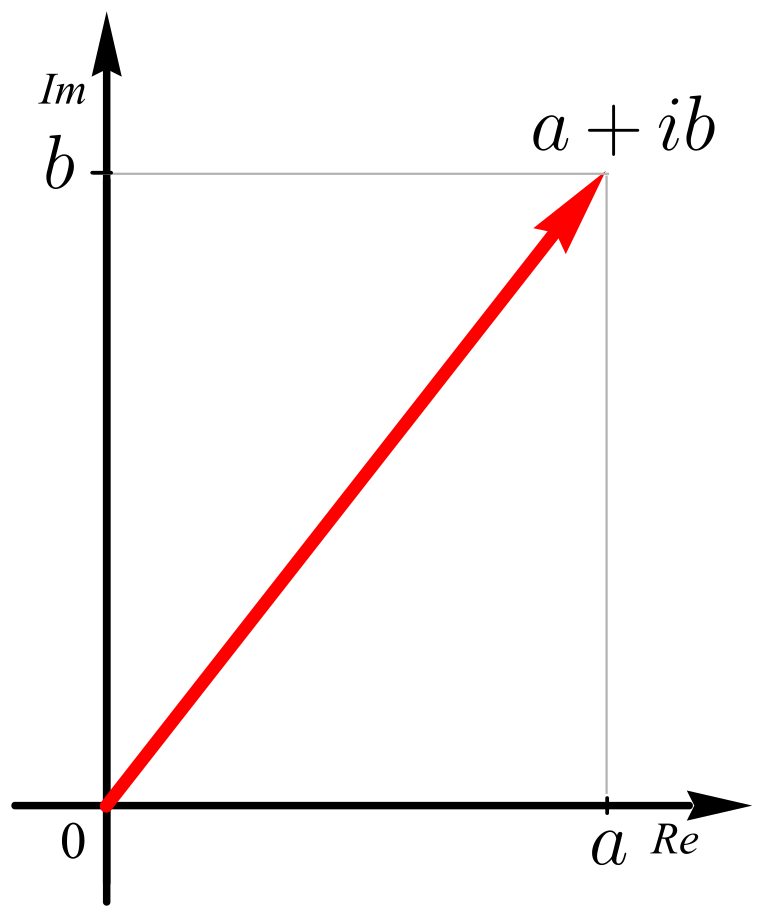
Diagrama de Argand

El concepto de plano complejo permite interpretar geométricamente los números complejos. La suma de números complejos se puede relacionar con la suma con vectores, y la multiplicación de números complejos puede expresarse simplemente usando coordenadas polares, donde la magnitud del producto es el producto de las magnitudes de los términos, y el ángulo contado desde el eje real del producto es la suma de los ángulos de los términos pudiendo ser vista como la transformación del vector que rota y cambia su tamaño simultáneamente.
Multiplicar cualquier complejo por {\displaystyle i} corresponde con una rotación de {\displaystyle 90}° en dirección contraria a las agujas del reloj. Asimismo el que {\displaystyle (-1)\cdot (-1)=1} puede ser entendido geométricamente como la combinación de dos rotaciones de {\displaystyle 90}°, obteniendo una rotación de {\displaystyle 180}° ({\displaystyle i^{2}=-1}), dando como resultado un cambio de signo al completar una vuelta.
Los diagramas de Argand se usan frecuentemente para mostrar las posiciones de los polos y los ceros de una función en el plano complejo.
El análisis complejo, la teoría de las funciones complejas, es una de las áreas más ricas de la matemática, que encuentra aplicación en muchas otras áreas de la matemática así como en física, electrónica y muchos otros campos.

## Propiedades

### Cuerpo de los números complejos
El conjunto de los números complejos satisface las leyes de la axiomática que define un cuerpo:
- Propiedad conmutativa: {\displaystyle z+w=w+z;z\cdot w=w\cdot z}
- Propiedad asociativa: {\displaystyle v+(w+z)=(v+w)+z;v(w\cdot z)=(v\cdot w)z}
- Propiedad distributiva: {\displaystyle v(w+z)=v\cdot w+v\cdot z;(w+z)v=w\cdot v+z\cdot v}
- Existencia de identidades: La identidad aditiva, el cero: {\displaystyle z+0=0+z=z}; la identidad multiplicativa, el 1: {\displaystyle z\cdot 1=1\cdot z=z}

- Inversos: cada número complejo tiene su inverso aditivo {\displaystyle -z}, tal que {\displaystyle z+(-z)=0} y cada número complejo, distinto de cero, tiene su inverso multiplicativo {\displaystyle z^{-1}}, tal que {\displaystyle z\cdot z^{-1}=1}.[14]

Si identificamos el número real {\displaystyle a} con el complejo {\displaystyle (a,0)}, el cuerpo de los números reales {\displaystyle \mathbb {R} } aparece como un subcuerpo de {\displaystyle \mathbb {C} }. Más aún, {\displaystyle \mathbb {C} } forma un espacio vectorial de dimensión 2 sobre los reales. Los complejos no pueden ser ordenados como, por ejemplo, los números reales, por lo que {\displaystyle \mathbb {C} } no puede ser convertido de ninguna manera en un cuerpo ordenado. 

### Espacio vectorial
El conjunto {\displaystyle \mathbb {C} } con la adición de números complejos y considerando como escalares los números reales, se puede definir {\displaystyle \mathbb {C} } como un espacio vectorial. Esto es:
1. Si {\displaystyle z,w} son números complejos, entonces {\displaystyle z+w} es un número complejo. Esta operación interna define una estructura de grupo aditivo.
2. Si {\displaystyle r} es número real y {\displaystyle z} es un número complejo, entonces {\displaystyle r\cdot z}, llamado múltiplo escalar de {\displaystyle z}, es también un número complejo. Las dos operaciones satisfacen la axiomática de un espacio vectorial o lineal.[15]

## Aplicaciones

### En matemáticas

#### Soluciones de ecuaciones polinómicas
Una raíz o un cero del polinomio {\displaystyle p} es un complejo {\displaystyle z} tal que {\displaystyle p(z)=0}. Un resultado importante de esta definición es que todas las ecuaciones polinómicas (algebraicas) de grado {\displaystyle n} tienen exactamente {\displaystyle n} soluciones en el cuerpo de los números  complejos, esto es, tiene exactamente {\displaystyle n} complejos {\displaystyle z} que cumplen la igualdad {\displaystyle p(z)=0}, contados con sus respectivas multiplicidades. A esto se lo conoce como Teorema Fundamental del Álgebra, y demuestra que los complejos son un cuerpo algebraicamente cerrado; por esto los matemáticos consideran a los números complejos unos números más naturales[cita requerida] que los números reales a la hora de resolver ecuaciones.
También se cumple que si {\displaystyle z} es una raíz de un polinomio {\displaystyle p} con coeficientes reales, entonces el complejo conjugado de {\displaystyle z} también es una raíz de {\displaystyle p}.

#### Variable compleja o análisis complejo
Al estudio de las funciones de variable compleja se lo conoce como el Análisis complejo. Tiene una gran cantidad de usos como herramienta de matemáticas aplicadas así como en otras ramas de las matemáticas. El análisis complejo provee algunas importantes herramientas para la demostración de teoremas incluso en teoría de números; mientras que las funciones reales de variable real, necesitan de un plano cartesiano para ser representadas; las funciones de variable compleja necesitan un espacio de cuatro dimensiones, lo que las hace especialmente difíciles de representar. Se suelen utilizar ilustraciones coloreadas en un espacio de tres dimensiones para sugerir la cuarta coordenada o animaciones en 3D para representar las cuatro.

#### Ecuaciones diferenciales
En ecuaciones diferenciales, cuando se estudian las soluciones de las ecuaciones diferenciales lineales con coeficientes constantes, es habitual encontrar primero las raíces (en general complejas) {\displaystyle \lambda \,} del polinomio característico, lo que permite expresar la solución general del sistema en términos de funciones de base de la forma: {\displaystyle f(x)=e^{\lambda x}\,}.

#### Fractales
Muchos objetos fractales, como el conjunto de Mandelbrot, pueden obtenerse a partir de propiedades de convergencia de una sucesión de números complejos. El análisis del dominio de convergencia revela que dichos conjuntos pueden tener una enorme complejidad autosimilar.

### En física
Los números complejos se usan en ingeniería electrónica y en otros campos para una descripción adecuada de las señales periódicas variables (ver Análisis de Fourier). En una expresión del tipo {\displaystyle z=re^{i\phi }\,} podemos pensar en {\displaystyle r\,} como la amplitud y en {\displaystyle \phi \,} como la fase de una onda sinusoidal de una frecuencia dada. Cuando representamos una corriente o un voltaje de corriente alterna (y por tanto con comportamiento sinusoidal) como la parte real de una función de variable compleja de la forma {\displaystyle f(t)=ze^{i\omega t}\,} donde {\displaystyle w} representa la frecuencia angular y el número complejo {\displaystyle z} nos da la fase y la amplitud, el tratamiento de todas las fórmulas que rigen las resistencias, capacidades e inductores pueden ser unificadas introduciendo resistencias imaginarias para las dos últimas (ver redes eléctricas). Ingenieros eléctricos y físicos usan la letra {\displaystyle j} para la unidad imaginaria en vez de {\displaystyle i} que está típicamente destinada a la intensidad de corriente.
El campo complejo es igualmente importante en mecánica cuántica cuya matemática subyacente utiliza Espacios de Hilbert de dimensión infinita sobre C (ℂ).[cita requerida]
En la relatividad especial y la relatividad general, algunas fórmulas para la métrica del espacio-tiempo son mucho más simples si tomamos el tiempo como una variable imaginaria.[cita requerida]

## Generalizaciones
- Los números complejos pueden generalizarse dando lugar a los números hipercomplejos. El cuerpo de los números complejos es un subcuerpo conmutativo del álgebra cuaterniónica {\displaystyle \scriptstyle \mathbb {H} }, que a su vez es una subálgebra de otras álgebras más extensas (octoniones, sedeniones):

{\displaystyle \mathbb {C} \subset \mathbb {H} \subset \mathbb {O} \subset \mathbb {S} }

- Otra posible generalización es considerar la complejificación de los números hiperreales:

{\displaystyle \mathbb {C} \subset {}^{*}\mathbb {R} (i)}